# Здравнёво (музей-усадьба)
Музей-усадьба И. Е. Репина «Здравнёво» (бел. Музей-сядзіба І. Я. Рэпіна «Здраўнёва») — мемориальный комплекс, созданный в 1988 на месте бывшей усадьбы Здравнёво, принадлежавшей И. Е. Репину. Находится в 
Витебском районе одноимённой области Беларуси. Филиал Витебского областного краеведческого музея.

## Описание
Музейный комплекс состоит из восстановленного главного усадебного дома (размещена основная мемориальная экспозиция), дома управляющего со служебными помещениями и выставочным залом, отреставрированного погреба. Площадь охранной зоны — 8,8 га, зоны регулирования застройки — 35 га, экспозиционная пл. здания — 212 м². В экспозиции вещи из обихода семьи Репина, мебель конца XIX — начала XX века, археологические находки из Здравнёва и другое.
На территории усадьбы сохранилась мемориальная липовая аллея, где растут деревья, посаженные рукой самого художника.
В 2010 году в музее-усадьбе прошёл открытый фестиваль-конкурс лоскутного шитья.
В августе 2019 года прошёл пленэр художников России, Украины и Беларуси, реализуемый в рамках Минской инициативы.

## История усадьбы

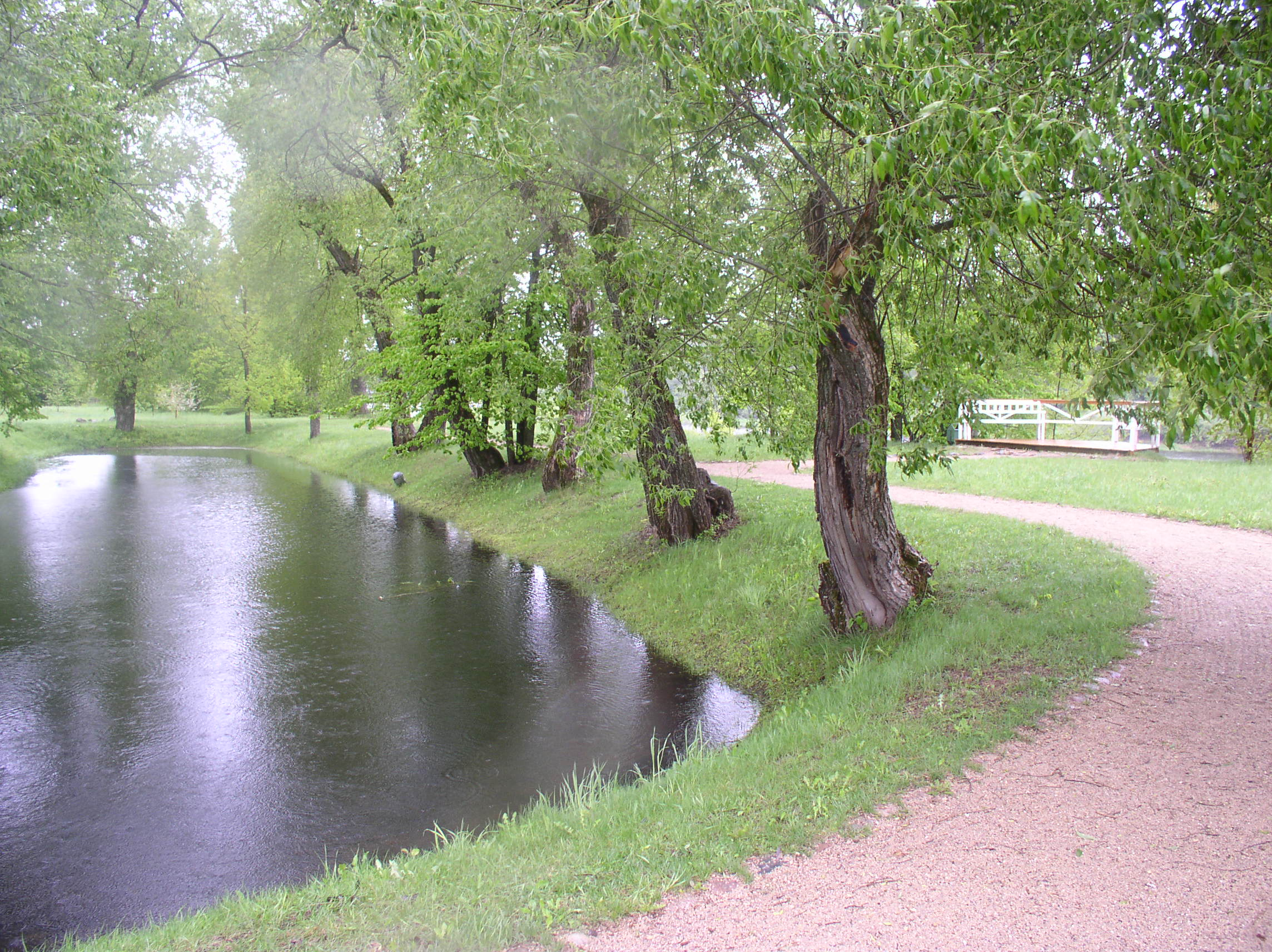
Здравнёво. Липовая аллея

В 1891 году российский император Александр III приобрёл у И. Е. Репина картину «Запорожцы пишут письмо турецкому султану». За полотно художник получил 35 000 рублей — очень большую сумму для того времени.

В шестнадцати километрах от Витебска вверх по течению Западной Двины Репин за 12 000 рублей приобрел усадьбу Дровнево, которую по имени владелицы называли также Софиевкой.

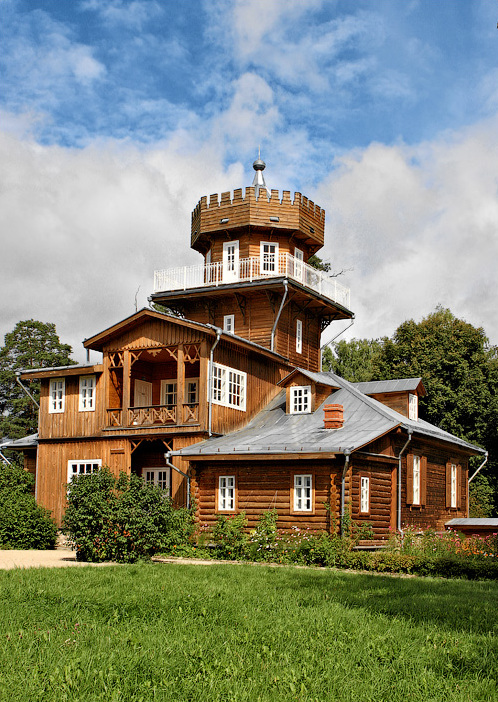

На вопрос «откуда?» белорусский крестьянин обычно отвечал: «З Драўнёва». Так, по преданию, появилось название репинской усадьбы — Здравнёво.
Около десяти лет И. Е. Репин с семьей отдыхал здесь в теплое время года, обычно с мая по сентябрь.
48-летний художник принялся устраивать сельский быт по своему вкусу. Прежде всего он перестроил дом, неподалёку выкопал пруд, посадил липовую аллею и заложил яблоневый сад. Укрепил берег Западной Двины и соорудил здесь причал. Многие работы И. Е. Репин делал сам и часто трудился наравне с рабочими.
Пребывание в здешних местах стало плодотворным временем занятиями живописью. В Здравнёво и его окрестностях Репин создал более 40 картин и рисунков, в том числе «Осенний букет», «Лунная ночь» «Дуэль», а также многочисленные этюды и эскизы.
В Русском музее Санкт-Петербурга хранится полотно художника «Белорус», для которого Репину позировал крестьянин Сидор Шавров, чьи потомки до сих пор живут неподалёку.
Лето 1904 года стало последним, когда И. Е. Репин приехал в свою усадьбу на берегах Западной Двины.
Позже здесь отдыхали его первая жена Вера Алексеевна и дети — Вера, Надежда, Татьяна и Юрий. В усадьбе скончался 90-летний отец Репина.
После революции 1917 года дочь художника — Татьяна Ильинична отдала две комнаты под начальную школу, где работала преподавателем. В 1930 году Репины продали усадьбу местным крестьянам на дрова. К концу XX века от дома сохранились только фрагменты фундамента.
В 1988 году по фотографиям и рисункам дом был восстановлен, но в 1995 году сгорел в пожаре. В 2000 году усадьба Здравнёво была вновь восстановлена.